# Santa Engracia de Jaca
Santa Engracia de Jaca ist ein spanischer Ort im Pyrenäenvorland in der Provinz Huesca der Autonomen Gemeinschaft Aragonien. Santa Engracia de Jaca gehört zur Gemeinde Puente la Reina de Jaca. Der Ort liegt auf 707 Meter Höhe und hatte 93 Einwohner im Jahr 2015.

## Sehenswürdigkeiten
- Pfarrkirche Santa Engracia, erbaut im 18. Jahrhundert
- Romanische Ermita de San Babil